# القوة 17 (فلسطين)
القوة 17 هي وحدة مغاوير ووحدة عمليات خاصة تابعة لحركة فتح الفلسطينية وفي وقت لاحق من مكتب رئيس السلطة الوطنية الفلسطينية. شُكِّلَتْ في أوائل السبعينات من قبل علي حسن سلامة (أبو حسن). في البداية كان مقر المجموعة في بناء 17 من شارع الفاكهاني في بيروت.

## التاريخ
تم تشكيل القوة 17 على يد علي حسن سلامة في السبعينات في محاولة لإضفاء الطابع الاحترافي على أجهزة المخابرات في حركة فتح. كما كانت القوة 17 مسؤولة في البداية عن الأمن الشخصي لياسر عرفات.

### الحل
في عام 1994 تم استيعاب الوحدة إلى حد كبير في قوة الأمن الشخصية لياسر عرفات «الأمن الرئاسي» للسلطة الوطنية الفلسطينية. في عام 2006 تم فصل الوحدة لتصبح الحرس الرئاسي كجزء من خدمات الأمن الفلسطينية.
في عام 2007 كشفت ينيت عن خطة لتفكيك بقايا القوة 17 ودمجها في الحرس الرئاسي لرئيس السلطة الوطنية الفلسطينية محمود عباس. تم دمج القوة في الحرس الجمهوري وقوات الأمن الوطني في ديسمبر 2007.

## العمليات
- 1979: أُرْسِلَ عناصر من القوة 17 إلى أوغندا لمساعدة جهود منظمة التحرير الفلسطينية للدفاع عن نظام عيدي أمين خلال الحرب الأوغندية التنزانية.[9]

- سبتمبر 1985: يزعم أن مسلحين من القوة 17 اقتحموا يختا في لارنكا بقبرص وقتلوا ثلاثة مواطنين إسرائيليين.[10] نفت سلطات منظمة التحرير في ذلك الوقت تورطها.[11]
- ديسمبر 1985: أعلنت القوة 17 مسؤوليتها عن اختطاف وقتل جندي من الجيش الإسرائيلي موشيه ليفي. وجدت جثته تحترق بالقرب من مازور.[12]

### العمليات المضادة
- في 28 يناير 2001 استولى الجيش الإسرائيلي على ستة من أفراد القوة 17 الذين يعتقد أنهم مسؤولون عن مقتل سبعة إسرائيليين على الأقل في منطقة رام الله بمن فيهم بنيامين كاهانا وزوجته تاليا كاهانا. بنيامين كاهانا ابن زعيم كاش والحاخام مائير كاهانا.[13]
- في فبراير 2001 أطلقت مروحية إسرائيلية صاروخ قتل أحد أبرز عناصر القوة 17 مسعود عياد.[14]

## القيادة
وفقا لمعظم التقارير تأسست القوة 17 في أوائل عقد 1970 من قبل علي حسن سلامة. في عام 1979 اغتيل سلامة وحراسه الشخصيون في بيروت من قبل المخابرات الإسرائيلية.
تولى فيصل أبو شرخ ومن ثم محمود ضمرة قيادة القوة 17. في عام 2006 حكمت على ضمرة المحكمة الإسرائيلية بالسجن لمدة 15 عاما بسبب دوره في التخطيط لعدة هجمات ضد إسرائيل. أفرج عنه كجزء من صفقة شاليط.

## أعضاء بارزون
- عماد مغنية
- كمال أبو وعر